# Знаменка (Милославский район)
Знаменка — опустевшее село в Милославском районе Рязанской области России, входит в состав Большеподовечинского сельского поселения. 

## География
Село расположено на берегу реки Полотебня в 4 км на юго-восток от центра поселения села Большое Подовечье и в 17 км на восток от райцентра посёлка Милославское.

## История
Первоначальное построение церкви в селе Знаменском не известно. Вместо, построенной в 1760 году Знаменской церкви, Сергеем Сергеевичем Норманном построена была новая церковь с приделом иконы Божьей Матери Боголюбской.
В XIX — начале XX века село входило в состав Курбатовской волости Скопинского уезда Рязанской губернии. В 1906 году в селе было 58 дворов.
С 1929 года село входило в состав Большеподовечинского сельсовета Милославского района Рязанского округа Московской области, с 1937 года — в составе Рязанской области, с 2005 года — в составе Большеподовечинского сельского поселения.

## Население
| 1859 | 1906 | 2010 |
| ---- | ---- | ---- |
| 351  | ↗537 | ↘0   |